# Maschinenfabrik Hiltmann & Lorenz

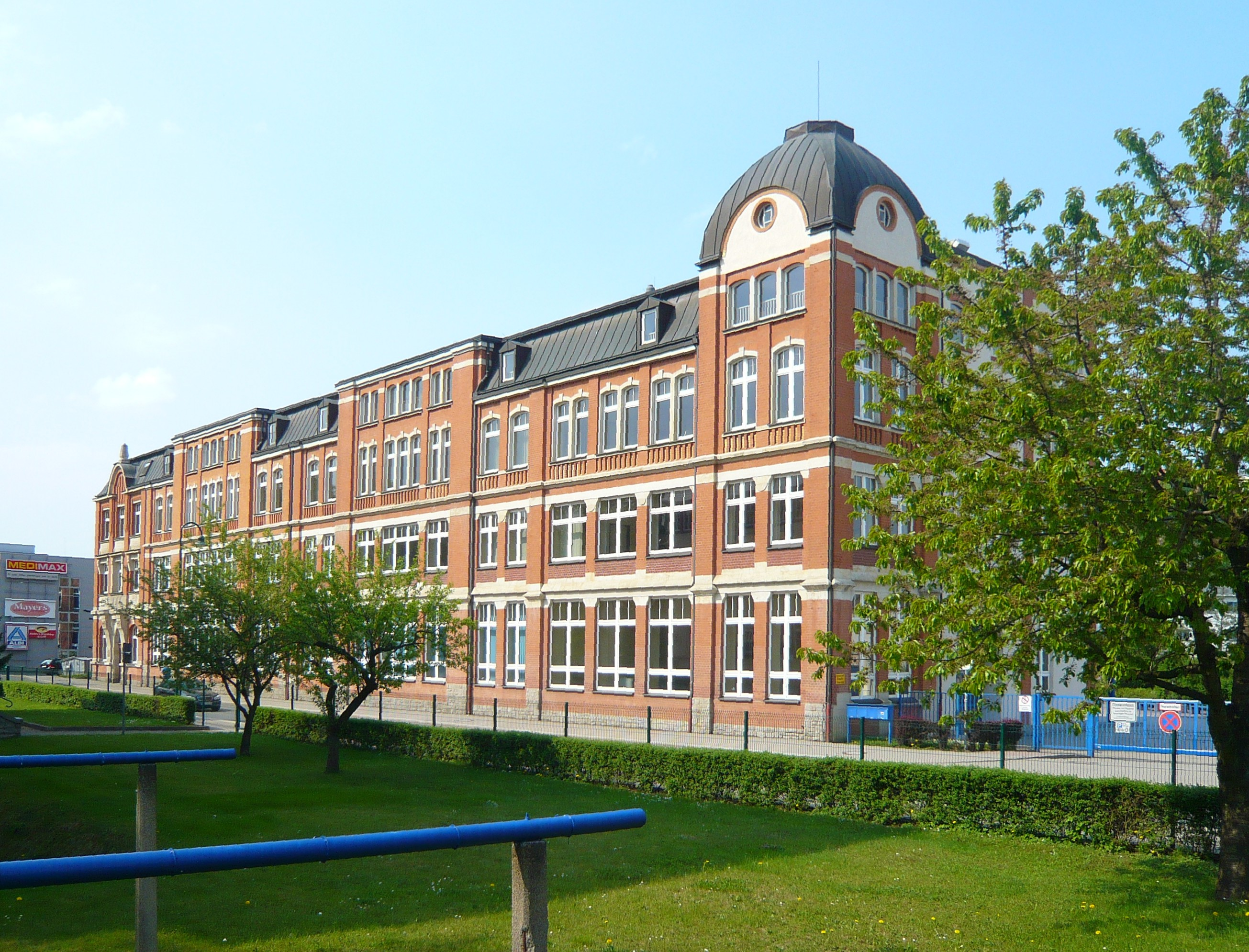
Verwaltungsgebäude von Hilo, seit dem 21. Jahrhundert Berufliches Schulzentrum. Das Gebäude in der heutigen Rudolf-Breitscheid-Straße war anfangs eine Fabrik, das Ecktürmchen ist in leicht vereinfachter Form erhalten geblieben.

Die Firma Maschinenfabrik Hiltmann & Lorenz war ein Maschinenbauunternehmen in Aue in Sachsen. Sie wurde im Jahr 1879 gegründet und 1946 enteignet. Die Gebäude wurden von der SDAG Wismut als AG Wismut Werk Metallist nachgenutzt.

## Geschichte

### Von der Firmengründung 1879 bis zum Ende des Zweiten Weltkriegs
Der aus Brandenburg stammende Schlosser (spätere Kommerzien- und Stadtrat) Bernhard Hiltmann hatte auf seiner Wanderschaft in Aue in der Firma Erdmann Kircheis eine Anstellung gefunden. Mit dem hier ebenfalls beschäftigten Bernhard Lorenz gründete er im Jahr 1879 im Ortsteil Zelle die Blech- und Metallbearbeitungs-Maschinenfabrik Hiltmann & Lorenz (HiLo).
Sie begannen mit der Herstellung von Maschinen zur Blech-, Metall- und Holzbearbeitung. Nach dem schnellen wirtschaftlichen Erfolg war eine Expansion nötig, Hiltmann und Lorenz kauften von der Stadt Aue ein größeres Grundstück an der damaligen Reichsstraße und ließen nach und nach dort neue Gebäude errichten. Im Jahr 1893 war ein vieretagiges Fabrikgebäude mit schmückendem Ecktürmchen fertiggestellt. Auf dem hinteren Werksgelände standen Heizwerke, von denen zwei hohe Schornsteine die Stadtsilhouette mitbestimmten. Die Firmeninhaber tüftelten stets an neuen Produkten, die sie sich meist auch patentieren ließen wie das Beispiel einer Gewindeschneidvorrichtung mit Lehrmutter aus dem Jahr 1899 zeigt (Nr. 114890, Klasse 49c im Kaiserlichen Patentamt registriert). Im Internet (Lexikon der gesamten Technik, 1904) findet sich die detaillierte Beschreibung einer von HiLo entwickelten Biegemaschine für Metall und Holz.
Am 11. April 1911 wurde das Unternehmen rückwirkend zum 1. Juli 1910 in eine Aktiengesellschaft umgewandelt.
Am 1. Juli 1928 kaufte die Geschäftsleitung das in Niederschlema bestehende Zweigwerk der Zwickauer Maschinenfabrik AG (vormals Fa. Gustav Toelle Blechbearbeitungsmaschinen) für mehr als 615.000 RM hinzu. Hier wurden vor allem Exzenterpressen, Kurbelpressen, Ziehpressen, Friktionsspindelpressen, automatische Stufenpressen, Stanzen und Tafelscheren hergestellt. Die Pressen wurden das bekannteste und erfolgreichste Erzeugnis.

Aktie über 1000 RM der Maschinenfabrik Hiltmann & Lorenz AG vom 7. Januar 1942

Am 20. Januar 1932 musste das Unternehmen aufgrund wirtschaftlicher Schwierigkeiten die Zahlungen einstellen und beantragte ein gerichtliches Vergleichsverfahren. Dieses Verfahren wurde am 17. März 1932 bestätigt und das Unternehmen galt damit als saniert. Neue Aktien konnten ausgegeben und damit frisches Kapital erworben werden.

### Beschlagnahme und Demontage
Im Jahre 1945 wurde HiLo von der Sowjetischen Militäradministration beschlagnahmt. Am 5. August 1945 begann die Demontage für die Reparationszahlungen an die Sowjetunion, die bis März 1946 andauerte. 98 Prozent aller Produktionseinrichtungen in den HiLo-Betriebsteilen Aue und Niederschlema wurden demontiert.
Die für den Abtransport benötigten 360 Eisenbahnwaggons wurden im Werk selbst repariert. Teilweise mussten neu eingestellte Arbeitskräfte die Maschinen und Ausrüstungen demontieren. Für die Wiederaufnahme des Betriebes war eine Produktionsgenehmigung der SMAD erforderlich.

### Bergbauzulieferer
Im Jahr 1947 begann die Produktion von Kleinmaterial für den Uranbergbau der SAG Wismut. Zu dieser Zeit arbeiteten bereits wieder 350 Werktätige im Betrieb.
In der Folge wurden Werkzeugmaschinen aus dem zerstörten Chemnitz beschafft und die Produktion von Metallbearbeitungsgeräten wieder aufgenommen. Zur gleichen Zeit führten die Arbeiter weitere Aufträge für die Wismut AG aus. Die Wismutaufträge erhielten von den sowjetischen Behörden absolute Priorität, sodass die bereits angelaufene Maschinenproduktion an die Pressen- und Scherenbau Henry Pels in Erfurt abgegeben werden musste.
Zum 1. Januar 1949 wurde die Firma Hiltmann & Lorenz schließlich liquidiert und dem Land Sachsen in Treuhandverwaltung gegeben. Der Betriebsteil Aue wurde zum 1. Juni 1949 als SAG Wismut Werk Metallist und der Betriebsteil Niederschlema als SAG Wismut Werk Strehla in die Wismut AG eingegliedert.

## Produkte (Auswahl)
- Pressen aller Art
- Stanzen
- Biegemaschinen für Metall und Holz[5]
- Schienennägel und -laschen, Förderbänder, Hunte[12]